# Les Mines du roi Salomon (roman)
Pour les articles homonymes, voir Les Mines du roi Salomon.
Les Mines du roi Salomon (titre original : King Solomon's Mines) est un roman de l'écrivain britannique Henry Rider Haggard paru en 1885 chez Cassell and Company, illustré par Walter Paget (en). 
En France, il a été publié pour la première fois en 1887-1888 dans le Magasin d'éducation et de récréation en feuilleton, par Pierre-Jules Hetzel et repris sous le titre Découverte des mines de Salomon illustré par Édouard Riou.
Datant de l'époque victorienne et du début de la « course à l'Afrique », il relate les aventures d'un groupe d'explorateurs anglais dans une partie de ce continent jusque-là inconnue des Européens. Partis à la recherche d'un parent disparu, ils découvrent une contrée où abondent les diamants.
Il s'agit de l'un des premiers romans de fiction britannique dont la trame se situe en Afrique. L'ouvrage a connu un grand succès. Le personnage d'Allan Quatermain apparaît pour la première fois dans ce roman. 
L'ouvrage inaugure un nouveau genre à succès, celui du monde perdu. Le thème des légendaires mines du roi Salomon fut ensuite exploité dans de nombreuses œuvres.

## Résumé de l'intrigue
Allan Quatermain, chasseur renommé et fin connaisseur de l'Afrique du Sud installé à Durban (province du Natal), est contacté par sir Henry Curtis (en) et son ami le capitaine John Good. Le sir Curtis est un aristocrate brouillé avec son frère depuis des années qui désire ardemment le revoir pour faire la paix. Or Quatermain est la dernière personne connue à l'avoir vu vivant, voici deux ans, du temps où le chasseur se trouvait sur le territoire des Bamangouatos, au Transvaal. Ce frère, qui se faisait appeler Mister Neville, partait alors en expédition vers Inyati (en), accompagné d'un jeune voorlooper et d'un chasseur, à la recherche des légendaires mines du roi Salomon. Celles-ci, situées au pays des Koukouanas, regorgeraient de diamants, entre autres richesses.

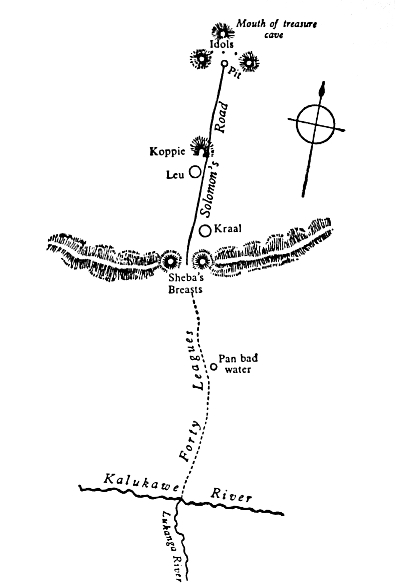
Carte indiquant l'itinéraire menant aux mines du roi Salomon, à travers le pays des Koukouanas (illustration dans l'édition de 1885).

À bord du navire naviguant du Cap jusqu'à Durban, le chasseur se voit donc proposer par les deux autres de les accompagner dans une expédition visant à retrouver le frère disparu. Après de longues hésitations, ayant un fils à charge et n'étant pas riche, Quatermain finit par accepter, à condition que sir Henry s'engage à verser une pension à son fils en cas de malheur. Il prend toutefois soin de les mettre en garde sur les différents explorateurs qui sont partis à la recherche de ces mines et qui n'ont trouvé, à la place des richesses espérées, que la mort. C'est par exemple le cas d'un ami portugais qui avait imité son ancêtre, dom José da Sivestra, parti à la recherche de ces mines et qui ont tous deux péri. Avant de mourir, cet ami offrit à Quatermain la carte tracée par son ascendant.
Malgré ces antécédents peu rassurants, les trois hommes décident de partir en expédition, qu'ils préparent à Berea (en), montagne de Durban où Quatermain possède une maison. Ils prennent à leur service un Hottentot et quelques Zoulous, dont un particulièrement intrigant, prénommé Oumbopa. Quatermain se rappelle l'avoir connu lors de la bataille d'Isandhlwana, avant de venir vivre dans le Zoulouland. C'est ainsi que le groupe part jusqu'à la région indiquée par la carte, située au niveau de la diffluence, entre les rivières Kalukoué et Loukanga (en). Commence alors une longue et assoiffante traversée du désert...

## Contextualisation
Henry Rider Haggard s'est lancé dans la composition de son ouvrage par défi : il voulait écrire un livre aussi puissant que L'Île au trésor de Robert Louis Stevenson (1883).
Les matériaux du roman rassemblés par l'auteur au début de l'année 1885, quant à la connaissance de cette partie de l'Afrique, doivent beaucoup aux récits rapportés par le véritable explorateur Henry Morton Stanley.
Pour augmenter l'effet de réel, l'auteur et l'éditeur choisissent d'ouvrir l'ouvrage original avec un document en hors-texte à déplier constitué d'un supposé fac-similé représentant la copie d'un texte rédigé par l'explorateur portugais dom José da Sivestra, écrit en 1592 avec son sang sur un support en lin.
Ce texte est également émaillé d'emprunts et d'allusions à l'Ancien Testament (Premier Livre des Rois), à la franc-maçonnerie et au recueil The Ingoldsby Legends, or Mirth and Marvels écrit par Richard Barham et publié par Richard Bentley à Londres entre 1840 et 1847, avec un grand succès populaire.

### Le roi Salomon en Afrique

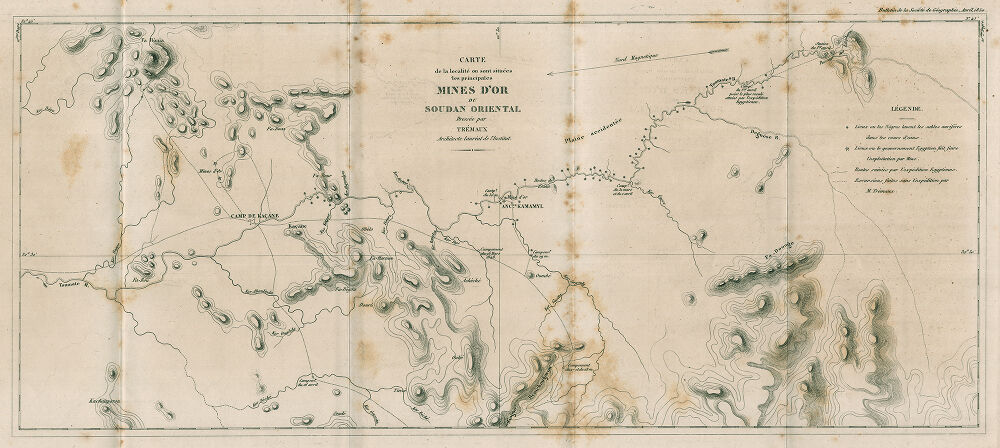
Carte de la localité ou sont situées les principales Mines d’Or du Soudan Oriental (1850), planches lithographiques, extraite de Voyage en Éthiopie, au Soudan Oriental et dans la Nigritie de Pierre Trémaux.

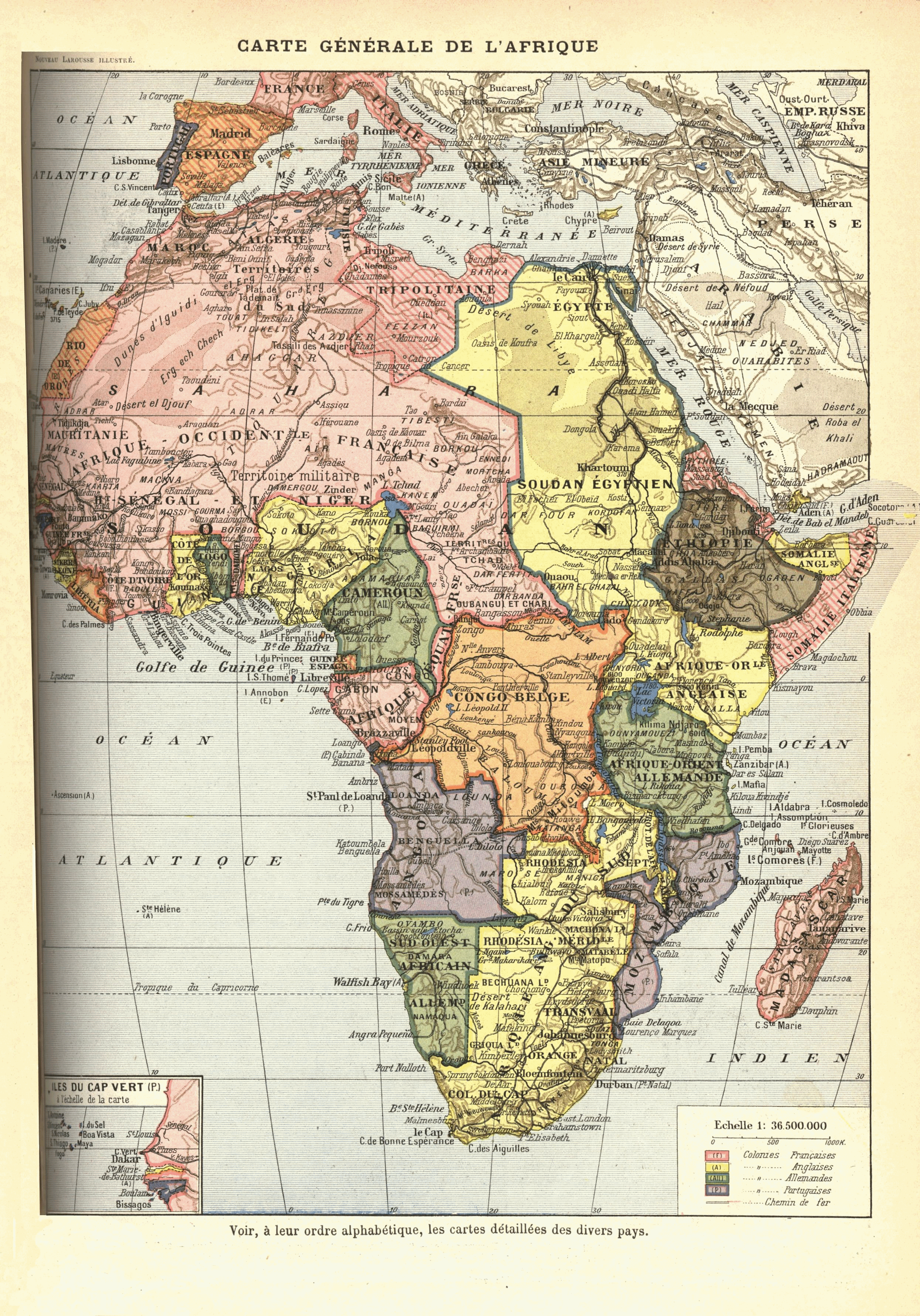
L'Afrique en 1898

Henry Rider Haggard parle dans son roman des mines légendaires du roi Salomon. C'est là où ce souverain, connu pour sa sagesse et sa richesse, puisait son immense fortune. L'auteur choisit de les situer dans le sud de l'Afrique, en laissant dans son œuvre quelques indices sur leur emplacement.
Dans le deuxième chapitre, une fois le contrat passé entre Quatermain et les deux autres, celui-ci leur raconta que lorsqu'il chassait le koudou près de la ville sud-africaine de Lydenburg, il vit des mineurs découvrir une cavité souterraine abritant une cité en ruine, qui selon un certain Evans, ne serait autre que la légendaire Ophir. C'est ce lieu biblique qui aurait envoyé régulièrement au roi Salomon des riches cargaisons de pierres et métaux précieux, de bois (probablement de santal), d'ivoire, d'animaux exotiques... Ce même Evans, chasseur d'éléphant enterré près des chutes du Zambèze, a aussi parlé au chasseur des montagnes de Suliman, en pays Mashoukouloumbwé, derrière lesquelles se situeraient ces fameuses mines (Suliman étant la forme arabe de Salomon), au pays des Koukouanas. Il rajoute que lorsqu'il était en pays Manica (en), il a connu une isanousi (sorcière pratiquant la médecine) qui lui expliqua qu'au-delà de ces montagnes vivent des descendants des Zoulous, dont le dialecte diffère et qui vivent isolés sur un territoire doté d'une mine de « pierres brillantes ».
Lorsque Quatermain se trouva lui-même dans cette région, dans le kraal de Sitanda, il rencontra un Portugais de Delagoa du nom de José Silvestre qui partit vers ces montagnes à la recherche de ces mines. Quelque temps plus tard, il revint mourant, lui annonçant avoir échoué dans son expédition. Mais il lui remit un tissu ayant appartenu à son ancêtre, Jose da Silvestra, lisboète qui fut parmi les premiers Portugais à débarquer au sud de l'Afrique, trois siècles plus tôt. Celui-ci avait entrepris la même expédition et périt dans les montagnes, mais il a eu le temps de dessiner sur un tissu une carte de la région et d'écrire une lettre narrant ses mésaventures avec son sang. Il parvient à franchir les Seins de la reine de Saba, deux monts qui gardent l'entrée du pays des Koukouanas, puis à rencontrer ce peuple et à atteindre les mines. Mais, trahi par une femme maléfique du nom de Gagoul, il dut renoncer et revenir aux Seins, où il décéda et rédigea ces documents, que son esclave ramena. C'est ainsi que son descendant put en prendre possession et les reproduire sur papier ; au moment de mourir à son tour, il les offrit au chasseur. Des années plus tard, lorsque ce dernier aperçut Mr. Neville partant en expédition, il le vit accompagné d'une de ses connaissances nommée Jim, un Béchouana. Il le renseigna sur ce que cherchait le frère disparu et on ne devait plus revoir les membres de cette expédition.
Si l'on en croit la carte indiquant comment se rendre aux mines, celles-ci se situent au nord de la diffluence entre les rivières Kalukoué et Lukanga . Concernant cette dernière, il s'agit peut-être de la zone humide de Loukanga (en), en Zambie.

## Adaptation, postérité

### Archéologie
En 1930, l'archéologue Nelson Glueck explore la région de Timna située dans le désert du Néguev et attribue les mines de cuivre qu'il y découvre à l'époque du roi Salomon. Dans les années 1950, le site fut de nouveau exploré, rattaché en partie au royaume d'Édom, et remonterait au néolithique.

### Littérature
En 1926, paraît une traduction en français plus complète de ce roman sous le titre Les Mines du roi Salomon, par René Lécuyer, dans la collection « Grandes Aventures - voyage excentrique », puis reprise dans la collection « Voyages lointains et aventures étranges » (1931), aux éditions Jules Tallandier, et par la suite, rééditées de nombreuses fois.
Les Mines du roi Salomon ont inspiré partiellement un des romans de l'écrivain Roger Frison-Roche, passionné par le Sahara, qui évoque la piste millénaire y menant dans La Piste oubliée (1950), en page 217, lorsque la traversée du Ténéré mène à une pierre portant le sceau du roi Salomon.

### Cinéma
Les Mines du roi Salomon a été adapté au cinéma à plusieurs reprises, notamment :
- en 1919 : Allan Quatermain, de Horace Lisle Lucoque ;
- en 1937 : Les Mines du roi Salomon, de Robert Stevenson ;
- en 1950 : Les Mines du roi Salomon, de Compton Bennett et Andrew Marton ;
- en 1977 : King Solomon's Treasure, d'Alvin Rakoff ;
- en 1985 : Allan Quatermain et les Mines du roi Salomon, de J. Lee Thompson ;
- en 1986 : Allan Quatermain et la Cité de l'or perdu, de Gary Nelson ;
- en 1994 : Congo, adapté du roman  Congo de Michael Crichton, qui s'est lui-même inspiré du roman d'Henry Rider Harggard ;
- en 2003 : Mention des mines dans La Ligue des Gentlemen Extraordinaires ;
- en 2008 : Allan Quatermain et le Temple perdu, de Mark Atkins.

### Télévision
- en 1986 : King Solomon's Mine film d'animation avec la voix de Arthur Dignam.
- en 2004 : Allan Quatermain et la Pierre des ancêtres.
- en 2006 : Les Aventures de Flynn Carson : Le Trésor du roi Salomon.
- en 2010 : Mention des Mines dans Huntik : À la recherche des Titans.

### Bande dessinée
- Balthazar Picsou conserve dans son coffre-fort une amphore contenant des joyaux des mines du roi Salomon, qu'il découvrit lors d'une de ses aventures, Les mines du roi Salomon, parue en 1957[5].
- Le marin Corto Maltese, héros éponyme de la bande dessinée créé par Hugo Pratt, embarque depuis la Chine vers l'Afrique à la recherche de ces mines, en compagnie de son ami Raspoutine, comme on l'apprend dans La Jeunesse de Corto Maltese publiée en 1981. Seulement, après une mutinerie en mer de Célèbes, leur voyage tourne court. Ils sont alors recueillis par un cargo en route pour l’Amérique et abandonnent finalement leur expédition.
- L'ouvrage de Henry Rider Haggard fait l'objet d'une adaptation fidèle en bande dessinée, dans la « collection 1800 » de l'éditeur Soleil Productions. Un diptyque écrit par Dobbs et dessiné par DimD, publié entre 2010 et 2012. Le premier tome s'intitule L'Équipée sauvage et le second, En territoire hostile.

### Jeu vidéo
- Dans Indiana Jones et la Machine infernale, le niveau 12 se passe en Afrique dans les Mines du roi Salomon.
- Dans Civilization V, les mines du roi Salomon sont une merveille naturelle, à l’instar de la Grande Barrière de corail.